# Graphidochirus
Graphidochirus är ett släkte av mångfotingar. Graphidochirus ingår i familjen Chelodesmidae.
Kladogram enligt Catalogue of Life:
| Graphidochirus | \| \| Graphidochirus dissolutus \| \| \| \| \| \| Graphidochirus granulosus \| \| \| \| \| \| Graphidochirus spadix \| \| \| \| |
|                | \| \| Graphidochirus dissolutus \| \| \| \| \| \| Graphidochirus granulosus \| \| \| \| \| \| Graphidochirus spadix \| \| \| \| |
|                | Graphidochirus dissolutus |
|                | |
|                | Graphidochirus granulosus |
|                | |
|                | Graphidochirus spadix |
|                | |